# Снежана Дмитровић Здравковић
Снежана Дмитровић Здравковић (рођена 1941) је српска сликарка.

## Биографија
Рођена је 1941. године у Београду. Дипломирала је на Факултету ликовних уметности Универзитета уметности у Београду 1970. у класи професора Стојана Челића и Зорана Петровића. Током студија је путовала у Италију и Аустрију. Самостално је излагала у галерији Задужбине Илије М. Коларца 1970, ликовној галерији „Веселин Маслеша” у Београду 1971. и Београду 1977. године. Учествовала је на групним изложбама Факултета ликовних уметности Универзитета уметности у Београду, Удружења ликовних уметника Србије 1971, 1972. и 1974, изложби Колоније Бачка Топола, Ликовним сусретима у Суботици и изложби Уметничке колоније Бачка Топола 1972. и изложби „Млади 1972—1973” 1973. године у Београду.